# 富海拡幅
富海拡幅（とのみかくふく）は、山口県周南市戸田から同県防府市富海までの国道2号の現道拡幅事業である。

## 概要
山口県周南市 - 防府市間における交通混雑の緩和を図るとともに、交通事故の削減、地域経済の活性化に寄与を図る目的に事業が進められている。
この区間では、交通混雑により富海交差点付近での速度低下や、線形不良箇所において事故が多発するなどの課題が存在しており、当事業は渋滞損失時間の削減や定時性の確保、死傷事故の減少、事故等による交通への影響軽減、山陽道の代替路機能の確保などの整備効果が期待されている。

### 路線データ
- 起点 : 山口県周南市戸田[1]
- 終点 : 山口県防府市富海[1]
- 延長 : 3.6 km[1]
- 道路規格 : 第3種第1級[1]
- 道路幅員 : 25.25 m[1]
- 車線数 : 4車線[1]
- 車線幅員 : 3.5 m[1]
- 設計速度 : 80 km/h[1]

## 沿革
- 2010年（平成22年）度 : 都市計画決定[1]。
- 2011年（平成23年）度 : 事業着手[1]。
- 2012年（平成24年）度 : 用地着手[1]。
- 2014年（平成26年）度 : 工事着手[1]。
- 2023年（令和5年）6月30日：周南市・防府市境～富海交差点間の経路変更。
- 2025年（令和7年）度 : 開通予定[3][注釈 1]。